# Liste der Kulturdenkmäler in Gillenfeld
In der Liste der Kulturdenkmäler in Gillenfeld sind alle Kulturdenkmäler der rheinland-pfälzischen Ortsgemeinde Gillenfeld aufgeführt. Grundlage ist die Denkmalliste des Landes Rheinland-Pfalz (Stand: 17. Juli 2023).

## Einzeldenkmäler
| Bezeichnung                         | Lage                                                      | Baujahr                 | Beschreibung | Bild                           |
| ----------------------------------- | --------------------------------------------------------- | ----------------------- | --- | ------------------------------ |
| Kirchturm                           | Am Kirchberg Lage                                         |                         | Turm der ehemaligen Pfarrkirche St. Andreas, heute Kriegergedächtniskapelle; im Kern mittelalterlicher Turm der 1729 errichteten und Ende des 19. Jahrhunderts abgebrochenen Kirche | Fotos hochladen                |
| Grabmal und Wegekreuze              | Am Kirchberg, auf dem Friedhof Lage                       | 18. und 19. Jahrhundert | eklektizistisches Grabmal Familie Maas, nach 1863; vier ehemalige Wegekreuze, 18. und erste Hälfte des 19. Jahrhunderts                                                             | Fotos hochladen                |
| Katholische Pfarrkirche St. Andreas | Am Kirchberg 4 Lage                                       | 1898/99                 | neugotischer Basaltbruchsteinbau, 1898/99 | weitere Bilder Fotos hochladen |
| Heiligenhäuschen                    | Auf dem Hof Lage                                          | 1696                    | Heiligenhäuschen, Sandstein, 1696 (?) | weitere Bilder Fotos hochladen |
| Bahnhof Gillenfeld                  | Bahnhofstraße 1 Lage                                      | 1907–09                 | Typenbau, Krüppelwalmdach, Güterschuppen, erbaut 1907–09 | weitere Bilder Fotos hochladen |
| Wohnhaus                            | Bahnhofstraße 3 Lage                                      |                         | eingeschossiger Putzbau | Fotos hochladen                |
| Villa                               | Friedhofsweg 2 Lage                                       | 1910                    | kleine Villa in schlichtem Heimatstil, 1910 | BW                             |
| Quereinhaus                         | Holzmaarstraße 26 Lage                                    | 1880                    | ehemaliges Quereinhaus, 1880 | BW                             |
| Verwaltungsbau oder Schulhaus       | Pulvermaarstraße 2 Lage                                   |                         | ehemaliger Verwaltungsbau oder Schule (?); spätklassizistischer Putzbau | Fotos hochladen                |
| Wohn- und Geschäftshaus             | Pulvermaarstraße 7 Lage                                   | um 1800                 | stattlicher Mansardwalmdachbau, um 1800, Ladeneinbau um 1900 | Fotos hochladen                |
| Schmiede                            | Pulvermaarstraße, zu Nr. 23 Lage                          | um 1900                 | ehemalige Schmiede (?); eineinhalbgeschossiger Bruchsteinbau, um 1900 | Fotos hochladen                |
| Hofanlage                           | Pulvermaarstraße 39 Lage                                  |                         | Fachwerkhaus, teilweise massiv oder verkleidet; Fachwerk-Stallscheune, teilweise massiv                                                                                             | BW                             |
| Hofanlage                           | Pulvermaarstraße 45 Lage                                  |                         | Fachwerkhaus, teilweise massiv oder verputzt; Stallscheune | BW                             |
| Wegekapelle                         | Pulvermaarstraße, zwischen Nr. 55 und 65 Lage             | 18. Jahrhundert         | Wegekapelle, Basalt, wohl aus dem 18. Jahrhundert; Altar mit älterem Sandsteinrelief                                                                                                | weitere Bilder Fotos hochladen |
| Brücke                              | südwestlich des Ortes im Wald Lage                        | 1907/08                 | Brücke über die ehemalige Bahnstrecke Daun–Wittlich; Brückenbauwerk auf zwei Pfeilern, basaltsteinverkleidet, 1907/08 von der königlichen Eisenbahndirektion St. Johann-Saarbrücken | BW                             |
| Wegekapelle                         | südwestlich des Ortes im Wald Lage                        | 1908                    | Wegekapelle; kleiner Putzbau, Basaltsteinfront, bezeichnet 1908; älteres Sandsteinrelief                                                                                            | BW                             |
| Heiligenhäuschen                    | westlich des Ortes an der Kreuzung von K 17 und K 18 Lage |                         | Heiligenhäuschen; giebelförmig geschlossener Mauerblock | BW                             |
| Wegekapelle                         | westlich des Ortes, östlich des Dürren Maares Lage        | 1782                    | Wegekapelle; kleiner Walmdachbau, Fachwerk, bezeichnet 1782 | BW                             |